# 1984 (филм)
„1984“ (на английски: Nineteen Eighty-Four) е британски филм от 1984 година, антиутопичен научнофантастичен трилър на режисьора Майкъл Радфорд по негов собствен сценарий, базиран на едноименния роман от 1949 година на Джордж Оруел. Главните роли се изпълняват от Джон Хърт, Сюзана Хамилтън и Ричард Бъртън в последната си роля в киното.

## Сюжет
През антиутопичната 1984 Уинстън Смит (Джон Хърт) води мизерен живот в тоталитарната държава Океания под постоянното наблюдение на Мисловната полиция. Сюжетът се развива в Лондон, столицата на територията Airstrip One (бившата Англия или Великобритания).
Уинстън работи в малък офис в Министерството на истината, преписвайки историята съгласно диктатурата на Партията и върховното ѝ лице – Големия брат. Обладан от болезнени спомени и нестихващи желания, Уинстън води таен дневник на личните си мисли, което е строго забранено в Океания.
Животът му се преобръща, когато е заговорен от познат работник от Външната партия – мистериозно, самоуверено изглеждащо момиче на име Джулия (Сузана Хамилтън) – и те поставят началото на незаконна връзка. Първата им среща се провежда в отдалечената провинция, където те обменят подломни идеи преди да правят секс. Скоро след това Уинстън наема стая над заложна къща (в уж безопасната пролетарска зона), където те продължават своята връзка. Джулия – чувствена жена със свободен дух – доставя контрабандни храни и дрехи от черния пазар. В продължение на няколко месеца те тайно се срещат и се наслаждават заедно на идиличен живот, изпълнен с относителна свобода и доволство.
Всичко приключва една вечер с внезапното нахлуване на Мисловната полиция. И двамата са арестувани и се разкрива, че има екран, скрит зад картина в тяхната стая, и че очарователно старомодния и привидно чувствителен собственик на заложната къща господин Чарингтън (Кирил Кюсак) е таен агент на Мисловната полиция. Уинстън и Джулия са отведени в Министерството на любовта, където ги арестуват, разпитват и „рехабилитират“ поотделно. Там О’Брайън (Ричард Бъртън), високопоставен член на Вътрешната партия, за когото Уинстън преди е мислил, че е агент на движението на съпротивата, водено от смъртния враг на Партията, Емануел Голдщайн, систематично го измъчва.
О’Брайън информира Уинстън за истинската цел на държавата и го обучава в принципите на двойното мислене – умението да имаш две противоречиви мисли в главата си по едно и също време. За последната си рехабилитация Уинстън е въведен в Стая 101, където О’Брайън му казва, че ще бъде подложен на „най-лошото нещо в света“, изработено специално за личните фобии на Смит. Когато е изправен пред този непоносим ужас, който се оказва пълна с диви плъхове клетка, психологичното съпротивление на Уинстън най-накрая безвъзвратно се пречупва – той истерично отхвърля верността си към Джулия. Вече напълно покорен и прочистен от бунтарски мисли, импулси и лични привързаности, Уинстън е излекуван и освободен.
В последната сцена Уинстън се връща в кафенето „Кестеново дърво“, където преди е виждал излекуваните мисловни престъпници Джоунс, Аронсън и Ръдърфорд (някога изтъкнати, но по-късно посрамени членове на Вътрешната партия, които оттогава са „изпарени“). Докато Уинстън седи на шахматната маса, „излекуваната“ Джулия се приближава към него. Те си поделят бутилка джин и безстрастно си разменят няколко думи относно това как са се предали един другиго. Държат се безразлично един към друг. След като тя си тръгва, Уинстън гледа на големия телевизионен екран емисия с него, в която той признава своите „престъпления“ срещу държавата и умолява да бъде помилван от народа.
Чувайки репортаж, обявяващ пълния разгром на Океанската партия над противниковите сили в Северна Африка, Уинстън поглежда образа на Големия брат, който се появява на екрана, след това се извръща и прошепва „Обичам те“ – фраза, която той и Джулия многократно са използвали през тяхната връзка, което разкрива възможността той все още да обича Джулия. Това може също така да е израз на обичта му към Големия брат, както е в книгата.

## Актьорски състав
- Джон Хърт – Уинстън Смит
- Ричард Бъртън – О’Брайън
- Сузана Хамилтън – Джулия
- Кирил Кюсак – г-н Чарингтън
- Грегър Фишър – Парсънс
- Джеймс Уокър – Сайм
- Андрю Уайлд – Тилътсън
- Рупърт Бадърман – младият Уинстън Смит
- Джон Босуел – Емануел Голдщайн
- Боб Флаг – Големия брат (само образ)

## Продукция
През есента на 1983 г. Радфорд моли продуцента да се опита да получи правата за заснемане на филм върху романа на Оруел. Оказва се, че правата вече се държат от Марвин Розенблум, адвокат от Чикаго, който сам се опитва да заснеме филм. Розенблум се съгласява да стане изпълнителен продуцент и докато продуцентът Саймън Пери набира пари за продукцията, Радфорд пише сценария, вдъхновен от идеята му да направи „научнофантастичен филм, направен през 1984“. Сценарият е завършен за три седмици.
Първоначално за ролята на О‘Брайън е избран Пол Скофийлд (Paul Scofield), който обаче чупи крак по време на снимките на филма „Надстрелването“ (The Shooting Party). Антъни Хопкинс, Шон Конъри и Род Стайгър също са сред предложенията за ролята. Ричърд Бъртън, който живее в Хаити, се присъединява към продукцията шест седмици след започването на снимките, като настоява за специално изработен за него костюм.
Официалните снимки започват на 19 март 1984 г. и приключват през октомври същата година. Някои сцени са заснети на точните дати, както и на точните места, споменати в романа. Бюджетът на филма е 2,5 милиона лири, но по време на снимките разходите се увеличават.
Радфорд и операторът Роджър Дякинс първоначално искат филмът да е черно-бял, но финансовите продуценти се противопоставят. Затова във филма се използва специална технология, наречена „избелващ байпас“, за да създадат така наречения „измит“ ефект върху визуалните ефекти на филма.

## Снимачен процес
Откриващите сцени на филма, по време на „Двуминутните омрази“, са заснети в покрит с трева хангар близо до Чипънхам, Уилтшър. Някои сцени са заснети в Alexandra Palace в Лондон – тези на „Площада на победата“. Сградата на Лондонския университет е ползвана за Министерството на истината. Идиличната първа среща на главните герои е заснета в местност с естествени хълмове близо до Уилтшър. Неизползвана електрическа станция е фасада за Площада на победата. Някои от сцените са заснети на лондонската улица „Чешир“, която Оруел е посещавал и коментирал. Използвана за локация е и необитаема мелница за зърно. Филмът споделя много от локациите си с филма „Бразилия“, който се снима същата година.

## Рецензии
На премиерата в САЩ Винсънт Канби заявява, че това е един „възхитителен, мрачно красив“ филм, макар че „не е лесен за гледане“. Роджър Ибърт присъжда 3,5 от 4 звезди, пишейки, че „той прониква много по-дълбоко в мрачното сърце на романа“ от предишни адаптации. Също така казва, че Джон Хърт е „перфектният Уинстън Смит“.

## Противоречия относно филмовата музика
„Върджин филмс“, които финансират филма, възлагат задачата на британското рок/поп дуо Eurythmics да изработят музиката за саундтрака. Радфорд не одобрява настояването на „Върджин филмс“ да бъде използвана поп ориентирана музика, тъй като първоначално предвидената за филма класическата оркестрова музика е изцяло композирана от Dominic Muldowney няколко месеца по-рано.
Въпреки желанията на Радфорд, „Върджин“ упражняват правото си на последна редакция и заменят музиката на Muldowney с тази на Eurythmics. Въпреки това основната мелодия на Muldowney (по-точно химнът Oceania, tis for three) все още присъства на видно място във филма. През ноември 1984 „Върджин рекърдс“ пускат албума със саундтрака на Eurythmics, включващ значително променени версии на песните, чути във филма, под заглавието „1984 (С любов за Големия брат)“. Въпреки противоречието албумът достига 23-то място в Британската класация за албуми и е удостоверен като „златен“ от BPI заради продажби от над 100 хиляди копия. Песента Sexcrime (Nineteen Eighty-Four) от албума е пусната като сингъл точно преди самия албум и се превръща в един от най-големите хитове на Eurythmics, достигайки 4-та позиция и получавайки сребърен сертификат за над 200 хиляди продадени копия. Клипът към песента включва моменти от филма. Песента Julia също е пусната като сингъл, но не достига дори топ 40.
По време на приемната си реч на Британските филмови награди Evening Standard, Радфорд открито изразява своята досада от решението на „Върджин“ и твърди, че музиката на Eurythmics е „пробутана“ в неговия филм. Радфорд не признава редакцията на филма, включваща песни и на Eurythmics, и на Muldowney, но когато „1984“ дебютира на 10 октомври в Лондон и на 14 декември в Ню Йорк, това е версията, пусната за широко разпространение. Майкъл Радфорд оттегля филма от конкурса BAFTA в знак на протест срещу решението на „Върджин“ да променят филмовата музика. Eurythmics отвръщат с изявление, че не се знаели за предварителни договорки между „Върджин“ и Радфорд, и че са приели предложението да композират музиката за филма добросъвестно.
През 1999 г. пълният оркестрален саундтрак на Muldowney (24 песни) е издаден като специално CD издание под името „Хиляда деветстотин осемдесет и четвърта: Музиката на Океания“, в чест на 15-тата годишнина на филма. Дискът включва невиждани снимки от заснемането на филма, както и бележки от Радфорд.
В по-късното MGM DVD издание в Северна Америка през 2003 цветът на филма е върнат към нормално ниво на наситеност, а музиката на Eurythmics е напълно заменена с тази на Muldowney – както Радфорд първоначално възнамерявал – въпреки че и Eurythmics, и Muldowney все още били представяни заедно в началните и крайните надписи. DVD изданието бързо е спряно и забравено. Тази версия е показвана в края на 1980-те по Канал 4 в Обединеното кралство. Въпреки това MGM DVD изданието за Острова от 2004 включва микс на песните на Eurythmics и Muldowney на английски и френски, както и оригиналната ненаситена картина.
През 2013 филмът отново е пуснат като DVD в Северна Америка чрез TGG Direct. Изданието включва оригиналния микс от песни на Eurythmics и Muldowney, както и ненаситената цветова палитра. През 2015 филмът е пуснат за Blu-ray в Северна Америка от Twilight Time в ограничен брой от 3000 копия. Това издание включва саундтрака на двамата композитори на един аудиоканал, оркестралната музика на Muldowney на друг, като в същото време е спазена оригиналната цветова схема.

## Награди
Филмът печели наградата „Най-добър британски филм“ на Британските филмови награди Evening Standard. Също така печели наградата The Golden Tulip на Международния филмов фестивал в Истанбул през 1985 г.